# Brave 10
Brave 10 es una serie de manga de Kairi Shimotsuki, serializada en Comic Flapper de Media Factory de 2006 a 2010. La serie se reanudó el 15 de junio de 2011 y se tituló Brave 10 Spiral, más conocida como Brave 10 S, serializada en Monthly Comic Gene. Una adaptación de anime de Studio Sakimakura y TMS Entertainment se emitió desde enero de 2012 hasta marzo de 2012. La serie de manga original tiene licencia de Tokyopop, aunque no se han lanzado volúmenes hasta 2012. La serie está basada en el legendario Sanada Ten Braves. un grupo de ninjas que ayudaron al señor de la guerra Sanada Yukimura durante el período Sengoku de Japón.

## Sinopsis
La historia tiene lugar durante el período de los Reinos Combatientes, aproximadamente un año antes de la Batalla de Sekigahara. Kirigakure Saizou, un Iga Ninja en busca del camino de su vida, se encuentra con Isanami, una doncella del santuario, que está siendo atacada por asesinos. Isanami, que sobrevivió a la quema del templo por las fuerzas de Tokugawa Ieyasu, viaja a Shinshuu para buscar refugio con Sanada Yukimura. Al mismo tiempo, Sanada Yukimura está reuniendo a 10 súbditos de extraordinario valor, los Sanada Ten Braves, cuya fuerza combinada les permitirá alterar el curso de la historia. Durante el transcurso de las continuas batallas, el misterioso poder escondido dentro de Isanami despertará pronto.

## Personajes
Kirigakure Saizō (霧隠 才蔵 Kirigakure Saizō?)
 Seiyū: Daisuke Ono, Ismael Verástegui (español latino)
Isanami (伊佐那海?)
 Seiyū: Rina Satō, Lili Vela (español latino)
Sasuke Sarutobi (猿飛 佐助 Sarutobi Sasuke?)
 Seiyū: Tetsuya Kakihara, Eleazar Muñoz (español latino)
Sanada Yukimura (真田 幸村 Sanada Yukimura?)
 Seiyū: Toshiyuki Morikawa, Beto Castillo (español latino)
Anastasia (アナスタシア?)
 Seiyū: Yū Asakawa, Claudia Contreras (español latino)
Benmaru (望月 六郎 (弁丸)?)
 Seiyū: Izumi Kitta, Héctor Ireta de Alba (español latino)
Masamune Date (伊達 政宗 Date Masamune?)
 Seiyū: Takehito Koyasu, Alfredo Basurto (español latino)
Hattori Hanzō (服部 半蔵 Hanzō Hattori?)
 Seiyū: Takahiro Sakurai, Armando Coria (español latino)
Kakei Juzo (筧 十蔵 Juzo Kakei?)
 Seiyū: Ryōtarō Okiayu, Andrés García (español latino)
Jinpachi Nezu (根津 甚八 Nezu Jinpachi?)
 Seiyū: Kazuya Nakai, Héctor Estrada (español latino)
Miyoshi Seikai Nyuudou (三好清海入道 Nyuudou Miyoshi Seikai?)
 Seiyū: Kazunari Tanaka, Fidel Garriga (español latino)
Rokuro Unno (海野 六郎 Unno Rokuro?)
 Seiyū: Hiroshi Kamiya, Tommy Rojas (español latino)
Kamanosuke Yuri (由利 鎌之介 Yuri Kamanosuke?)
 Seiyū: Motoki Takagi, Marc Winslow (español latino)
Ishida Mitsunari (石田 三成 Mitsunari Ishida?)
 Seiyū: Hikaru Midorikawa, Monserrat Pérez (español latino)
Naoe Kanetsugu (直江 兼続 Kanetsugu Naoe?)
 Seiyū: Shinichiro Miki, Héctor Mena (español latino)

## Contenido de la obra

### Anime
El 15 de noviembre de 2011, se anunció una adaptación al anime en su canal oficial de YouTube. La serie fue producida por TMS Entertainment y dirigida por Kiyoko Sayama. Mamiko Ikeda está a cargo de los guiones, Yukiko Ban diseñó los personajes y Seikou Nagaoka compuso la música. El anime se estrenó en Tokyo MX del 8 de enero al 27 de marzo de 2012. El anime tiene licencia de Crunchyroll para su transmisión fuera de Asia. El 5 de enero de 2012, NIS America anunció que había adquirido los derechos de vídeo doméstico de la serie de anime televisivo Brave 10 y la lanzó en DVD el 8 de octubre de 2013. Discotek Media lanzó la serie en Blu-ray el 23 de febrero de 2021. Anime Onegai obtuvo la licencia de la serie en América Latina.
El 26 de mayo de 2023, Anime Onegai anunció que la serie había recibido un doblaje en español latino, la cual se estrenó el 30 de mayo.